# L. L. Marshall

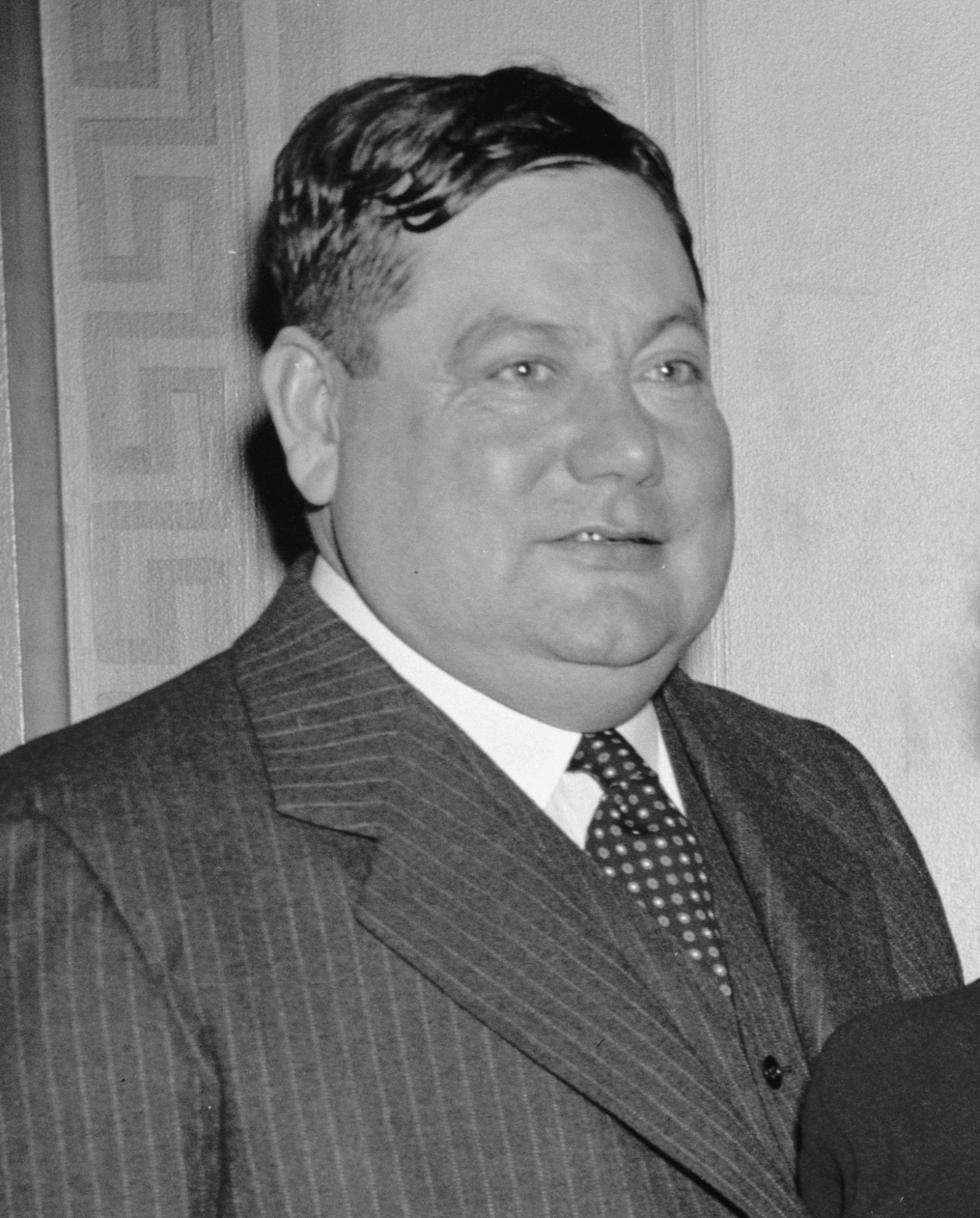
L. L. Marshall 1940

Lycurgus Luther Marshall (* 9. Juli 1888 in Bucyrus, Ohio; † 12. Januar 1958 in Aurora, Ohio) war ein US-amerikanischer Politiker der Republikanischen Partei. Von 1939 bis 1941 war er Mitglied des Repräsentantenhauses der Vereinigten Staaten für den 24. Kongressdistrikt des Bundesstaates Ohio. 

## Biografie
Lycurgus Luther Marshall wurde in Bucyrus geboren. Er besuchte die öffentlichen Schulen seiner Heimatstadt. 1909 schloss er an der Ohio Wesleyan University und 1915 an der Case Western Reserve University sein Jura-Studium ab. Im selben Jahr wurde er als Rechtsanwalt zugelassen. Daraufhin eröffnete er eine Anwaltskanzlei in Cleveland. In den Jahren 1921 und 1922 saß er im Repräsentantenhaus von Ohio, im Anschluss daran von 1923 bis 1935 im Staatssenat. 
Als Republikanischer Kandidat wurde er 1938 für den 24. Distrikt von Ohio ins US-Repräsentantenhaus gewählt. Sein Mandat trat er 1939 an. Bei den Kongresswahlen 1940 konnte er seinen Sitz nicht verteidigen, er schied nach nur einer Legislaturperiode aus dem Kongress aus. Nach seinem Ausscheiden aus dem Kongress ging er zurück nach Ohio, um wieder als Anwalt tätig sein zu können. Bis zu seinem Tod im Jahr 1958 praktizierte er in Cleveland. 
Marshall war verheiratet und hatte einen Sohn. Er starb 1958 in Aurora und wurde auf dem Lake View Cemetery in Cleveland beigesetzt.